# Fort de Meyzieu
Le fort de Meyzieu est un fort militaire construit à Meyzieu de 1893 à 1896. Il est l'un des maillons de la deuxième ceinture de Lyon et plus globalement du système Séré de Rivières. Détruit par les Allemands qui s'en servaient comme dépôt de munitions en 1944, ses ruines abritent aujourd'hui un parcours de santé.

## Histoire
Cet ouvrage servait à couvrir la plaine de Pusignan et les routes de Crémieu et Jonage. Construit après l'invention de la mélinite, ce fort n'était pas équipé de magasin à poudre ni de plateformes de tir d'artillerie.
La commune de Meyzieu achète le terrain en 1979.